# Serious Sam 4
Serious Sam 4 (с англ. — «Крутой Сэм 4») — компьютерная игра в жанре шутера от первого лица из серии игр Serious Sam, разработанная хорватской компанией Croteam. В качестве издателя проекта выступила компания Devolver Digital. Игра была официально анонсирована 19 апреля 2018 года, выход состоялся 24 сентября 2020 года.

## Сюжет
Serious Sam 4 является сюжетным приквелом к Serious Sam 3: BFE. События игры происходят на Земле в разгар войны с Менталом. Завязка сюжета рассказывает о группе реквизиции инопланетных артефактов (ГРИА), в которую входят протагонист Сэм «Крутой Сэм» Стоун и многие персонажи из Serious Sam 3: BFE. Группа отправляется в Рим на поиски священника, который знает о местоположении Святого Грааля, являющегося инопланетным артефактом и способного переломить ход войны.

## Игровой процесс
Впервые игра была продемонстрирована прессе на выставке Е3 2018 за «закрытыми дверями»; игровой процесс был описан в различных статьях от журналистов. Помимо этого, вскоре был опубликован геймплей пре-альфа версии игры. По сравнению с Serious Sam 3: BFE, в игре появились возможность управления транспортом и монстрами, новые виды оружия и противников. Так, игрок будет иметь возможность ездить на мотоцикле, комбайне и мехе. В игре также присутствуют улучшения для оружия, которые можно найти при изучении уровней. Эти улучшения добавляют альтернативный режим стрельбы, либо улучшают урон и скорострельность. Также в Serious Sam 4 есть возможность носить по оружию в каждой руке и стрелять по-македонски.
Одной из ключевых особенностей игры является реализация огромных открытых карт размером до 128 км². Также Croteam заявили о возможности размещения на уровне до 100 000 врагов одновременно, за что отвечает одно из новшеств игрового движка Serious Engine, так называемая «система Легиона». В игре присутствуют дополнительные необязательные миссии. Также, как и в предыдущих играх серии, присутствует поддержка кооперативного режима прохождения до 4 игроков.

## Разработка и выпуск
Первые сведения о Serious Sam 4 появились в июне 2013 года. Croteam объявили распродажу своих предыдущих игр на сайте Humble Bundle и заявили, что все вырученные средства пойдут на разработку Serious Sam 4. К новости был приложен концепт-арт с главным героем серии на фоне разрушенной Эйфелевой башни, ранее появлявшийся ещё в фильме о разработке Serious Sam 3: BFE в 2011 году, и припиской о том, что игра выйдет в 2014 году. Впрочем, впоследствии эта дата неоднократно менялась.
В 2014 году состоялся выход новой игры Croteam, философской головоломки от первого лица The Talos Principle. Разработчики признались, что концепция игры родилась во время разработки Serious Sam 4. Они хотели добавить в новую часть франшизы головоломки, чтобы разбавить процесс стрельбы и создать альтернативу стандартному поиску ключей, однако придуманные геймплейные механики показались Croteam столь амбициозными и интересными, что они решили сделать на их основе совершенно новый проект.
В 2015 году к проекту присоединились новые сценаристы — Йонас Киратзес и его жена Верена. Йонас Киратзес ранее выступил одним из сценаристов The Talos Principle. 25 декабря того же года Croteam поздравили фанатов с Рождеством и подтвердили, что Serious Sam 4 станет приквелом к Serious Sam 3: BFE.
В феврале 2016 года в интервью хорватскому журналу Reboot креативный директор Давор Хунски рассказал, что для создания Serious Sam 4 будет применена технология фотограмметрии и захвата движений. Для воплощения этого в жизнь Croteam собственноручно создали на базе своего офиса специальную студию и соответствующее техническое оборудование. Помимо этого технический директор студии Ален Ладавац заявил о том, что новая версия движка Serious Engine, на базе которого создаётся игра, будет поддерживать технологию Vulkan.
В апреле 2018 года был представлен первый тизер-трейлер Serious Sam 4: Planet Badass на выставке Reboot Develop, намекающий на анонс игры на Е3. Тем не менее, на E3 2018 игра не была показана фанатам, а демонстрировалась лишь для представителей прессы. Впоследствии Croteam лишь опубликовали несколько скриншотов в Steam, заявив, что ещё не готовы показать игру. Однако, в июне того же года был продемонстрирован геймплей пре-альфы версии игры.
Следующий показ состоялся 20 мая 2020 года, когда была объявлена дата выхода — август 2020 года, а в качестве платформ выхода — операционная система Windows и сервис Google Stadia. Также представители Devolver Digital сообщили, что на платформах PlayStation 4 и Xbox One выход состоится не ранее 2021 года. При этом подзаголовок Planet Badass из названия игры был убран, как выяснилось позже — из-за его непереводимости при локализации на другие языки.
Через какое-то время после публикации трейлеров некоторые фанаты обвинили разработчиков в цензурировании обнажённой груди гарпии, которая в Serious Sam 3: BFE имела сюжетное обоснование. В одном из роликов грудь была прикрыта перьями. Комьюнити-менеджер Croteam Дэниель Лючич объяснил эти изменения художественным видением дизайнеров, а не цензурой, подчеркнув, что «любоваться молочными железами лучше в другом месте, а не в играх». Однако спустя несколько дней другой сотрудник Croteam заявил, что никакой цензуры в отношении данного противника нет, и грудь осталась неприкрытой.
11 июля 2020 года на выставке Devolver Direct, проводимой Devolver Digital, был продемонстрирован первый геймплейный трейлер игры. 6 августа разработчики сообщили о переносе даты выхода игры на 24 сентября 2020 года. 20 августа началась публикация еженедельных роликов из серии «Обратный отсчёт», где освещались различные ключевые аспекты как Serious Sam 4, так и всей серии: от применяемых технологий до формулы игры. 24 августа было объявлено о том, что игра выйдет в сервисе цифровой дистрибуции GOG.com без какой-либо системы защиты от пиратства. 29 августа вышел трейлер, показывающий возможность пилотирования большого человекоподобного робота-механоида под названием «папамобиль». 21 сентября разработчики показали демонстрацию системы Легиона.
Также 21 сентября вышел сюжетный трейлер игры, раскрывающий её основную завязку и некоторых персонажей.

## Отзывы
Игра получила смешанные отзывы от критиков. Согласно агрегатору отзывов Metacritic, средневзвешенный рейтинг игры составил 68/100 для Windows, 65/100 для Playstation 5 и 57/100 для Xbox Series X/S.
| Сводный рейтинг       | Сводный рейтинг |
| Агрегатор             | Оценка          |
| --------------------- | --------------- |
| Metacritic            | 68/100          |
| Иноязычные издания    |                 |
| Издание               | Оценка          |
| Destructoid           | 7,5/10          |
| Eurogamer             | 7/10            |
| GameSpot              | 7/10            |
| GameStar              | 79/100          |
| Hardcore Gamer        | 4/5             |
| IGN                   | 5/10            |
| PCGamesN              | 8/10            |
| PC Gamer (US)         | 71/100          |
| Shacknews             | 7/10            |
| Русскоязычные издания |                 |
| Издание               | Оценка          |
| 3DNews                | 7/10            |
| Gameplay              | [ 53 ]          |
| GoHa.Ru               | 8/10            |
| «IGN Россия»          | 8/10            |
| PlayGround.ru         | 9/10            |
| StopGame.ru           | Мусор           |
| «Игромания»           | [ 58 ]          |
| «Игры Mail.ru»        | 7/10            |
| «Канобу»              | 7/10            |